# José Pérez Guillén
José Pérez Guillén (Pedralba, 1834 - Pedralba, 1902) fou un polític valencià, conegut pel sobrenom d'el enguerino. Destacat home d'acció d'idees republicanes, el 1867 va organitzar partides de guerrillers republicans a les comarques centrals del País Valencià, amb les que va donar un suport actiu a la revolució de 1868. Va organitzar una columna de 800 pagesos de Riba-roja i Pedralba que va entrar a València per la porta de Quart per a donar suport la Junta Revolucionària presidida pel progressista Josep Peris i Valero. A les eleccions generals espanyoles de 1869 fou elegit diputat pel districte de Llíria del Partit Republicà Democràtic Federal, però es declarà contrari a la constitució monàrquica va organitzar partides guerrillers que organitzaren la insurrecció republicana de 1869 i que s'enfrontaren a partides carlines a la comarca dels Serrans.
Tot i la derrota republicana, organitzà conspiracions des del cafè El Cid i novament fou elegit diputat pel districte del Mercat de València a les eleccions generals espanyoles de 1871 i pel de Sant Vicent a les eleccions generals espanyoles d'agost de 1872. Un cop proclamada la Primera República Espanyola, fou escollit novament diputat pel districte de Xiva de Bunyol a les eleccions generals espanyoles de 1873.
Participà activament en la insurrecció del cantó de València de 1873 organitzant una columna de tres mil voluntaris que posà a disposició del president del Comitè de Seguretat Pública, Pedro Barrientos Robles per tal de vèncer el setge que els va sotmetre l'exèrcit del general Martínez Campos. Alhora, es va enfrontar a la Ribera Alta a les tropes del general Villacampa. Després de la derrota del cantonalisme va abandonar la política i no se'n va saber res més.